# Yosemite Valley (district historique)
Pour les articles homonymes, voir Yosemite Valley.
Yosemite Valley est un district historique dans le comté de Mariposa, en Californie, dans le sud-ouest des États-Unis. Protégé au sein du parc national de Yosemite, il est inscrit au Registre national des lieux historiques depuis le 14 décembre 2006. Il embrasse des biens dans toute la vallée de Yosemite, dont un certain nombre qui emploient le style rustique du National Park Service.

## Propriétés contributrices
Au total, 923 biens sont listés comme participant à l'intérêt patrimonial du district. Il comprend notamment les huit ponts en arc déjà protégés au sein du district dit « Yosemite Valley Bridges » : l'Ahwahnee Bridge, le Clark Bridge, le Happy Isles Bridge, le Pohono Bridge, le Stoneman Bridge, le Sugar Pine Bridge, le Tenaya Creek Bridge et le Yosemite Creek Bridge. Il couvre également des bâtiments relevant du district historique de Yosemite Village, par exemple le Yosemite Administration Building et le Yosemite National Park Post Office. Sont également des propriétés contributrices des structures déjà inscrites individuellement au Registre national telles que le Camp 4 et la Yosemite Valley Chapel, mais aussi l'Ahwahnee Hotel, le LeConte Memorial Lodge ou le Rangers' Club, ces trois derniers étant par ailleurs classés National Historic Landmarks depuis 1987. Contribuent également, entre autres, des sentiers de randonnée tels que le Four Mile Trail, le Lower Yosemite Fall Trail, le Mist Trail et le Yosemite Falls Trail. 

### Liste des principales propriétés contributrices

#### Bâtiments
- B1. Ahwahnee Hotel
- B1. Superintendent's House
- B1. Yosemite Valley Chapel
- B2. LeConte Memorial Lodge
- B19. Vernal Fall Comfort Station
- B28. Happy Isles Nature Center
- B63. Museum Building
- B64. Administration Building
- B65. Rangers' Club
- B68. Best Studio & Ansel Adams Darkroom
- B69. Ansel Adams Residence
- B70. Ansel Adams Duplex Residence
- B71. Pohono Indian Studio
- B72. Yosemite Village US Post Office

#### Structures
- S1. Pohono Bridge
- S3. Valley Loop Trail
- S9. El Capitan Bridge
- S14. Yosemite Creek Bridge
- S15. Lower Yosemite Fall Trail
- S16. Yosemite Fall Trail Bridge
- S23. Housekeeping Footbridge
- S25. Stoneman Bridge
- S26. Ahwahnee Bridge
- S27. Sugar Pine Bridge
- S28. Clark's Bridge
- S30. Tenaya Creek Bridge
- S31. New Happy Isles Bridge

Le Stoneman Bridge (S25).

- S34. Mist Trail and Nevada Fall Corridor Trails
- S35. Four Mile Trail
- S39. Yosemite Fall Trail

#### Sites
- Site 12. Mirror Lake
- Site 13. Camp 4